# Särkjärvi
Särkjärvi är en sjö i Lovisa stad i Finland.   Den ligger i landskapet Nyland, i den södra delen av landet, 90 km öster om huvudstaden Helsingfors. Särkjärvi ligger 25,2 meter över havet. Arean är 2,1 kvadratkilometer och strandlinjen är 8,62 kilometer lång. Sjön  ingår i Tessjöåns huvudavrinningsområde.   I omgivningarna runt Särkjärvi växer i huvudsak blandskog. Den sträcker sig 2,5 kilometer i nord-sydlig riktning, och 1,4 kilometer i öst-västlig riktning.